# 島根県道332号三刀屋木次インター線
島根県道332号三刀屋木次インター線（しまねけんどう332ごう みとやきすきインターせん）は、島根県雲南市を通る一般県道である。

## 概要
雲南市三刀屋町三刀屋から雲南市木次町里方に至る。
本路線は1997年（平成9年）4月1日、島根県告示第358号で三刀屋インター線（雲南市木次町里方 - 雲南市三刀屋町三刀屋、番号は現在と同じ）として当初認定されたが、松江自動車道 三刀屋木次IC - 宍道JCT間および山陰自動車道 宍道JCT - 宍道IC間開通（2003年（平成15年）3月16日）を前に施設の正式名称が決まったことなどから2002年（平成14年）5月10日、島根県告示第502号で路線名称と起・終点が現在のものに改正された。

### 路線データ
- 起点：雲南市三刀屋町三刀屋（国道54号交点）
- 終点：雲南市木次町里方（島根県道45号安来木次線交点）

## 歴史
- 1997年（平成9年）4月1日 - 島根県告示第358号により三刀屋インター線として路線認定。
- 2002年（平成14年）5月10日 - 島根県告示第502号で路線名称と起・終点が現在のものに変更。

## 路線状況

### 道路施設

#### 橋梁
- 木次大橋（斐伊川、雲南市）

## 地理

### 通過する自治体
- 雲南市

### 交差する道路
| 交差する道路                                        | 交差する場所   | 交差する場所   |
| --------------------------------------------------- | -------------- | -------------- |
| 国道54号                                            | 三刀屋町三刀屋 | 起点           |
| E54 松江自動車道                                    | 三刀屋町下熊谷 | 6 三刀屋木次IC |
| 国道314号                                           | 三刀屋町下熊谷 | [ 注釈 1 ]     |
| 島根県道45号安来木次線 島根県道156号木次横田線 重複 | 木次町里方     | 終点           |

### 沿線
- 斐伊川
- JR西日本木次線 木次駅